# استین‌ویک
‌استین‌ویک (به هلندی: Steenwijk) منطقه‌ای مسکونی در هلند است که در استین‌ویکرلاند واقع شده‌ است. استین‌ویک ۱۸٫۶۵۵ نفر جمعیت دارد.

## نگارخانه

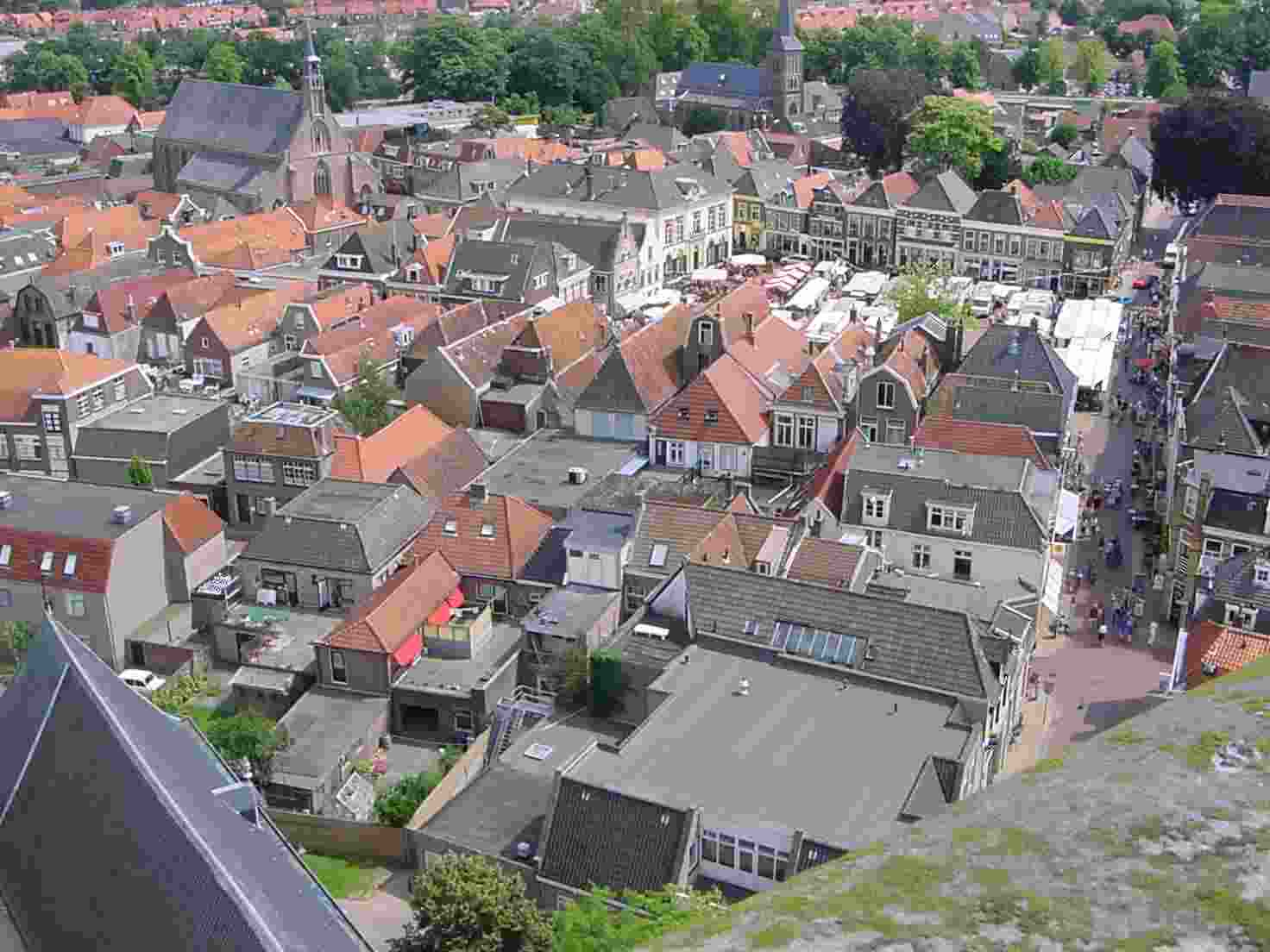
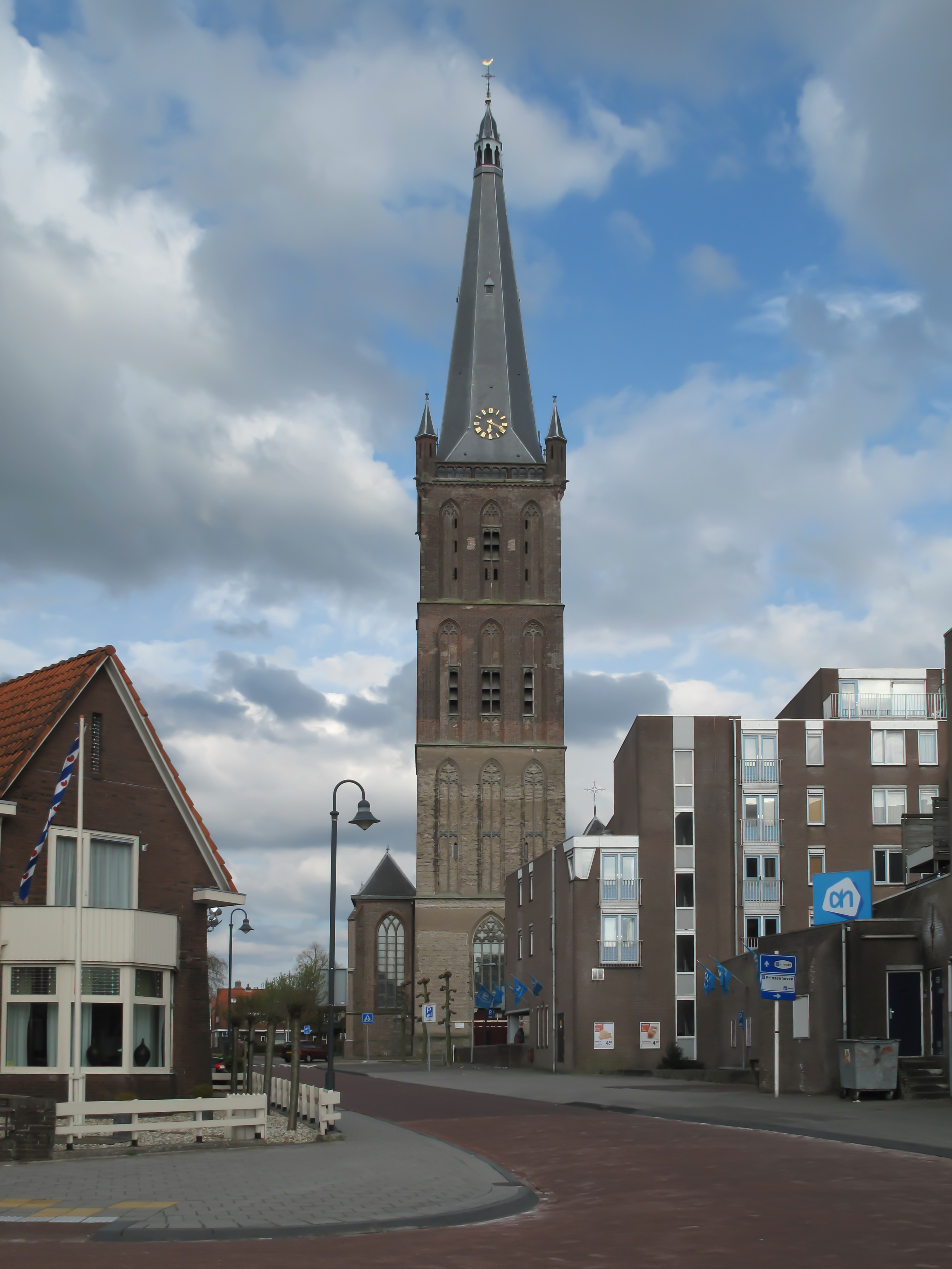
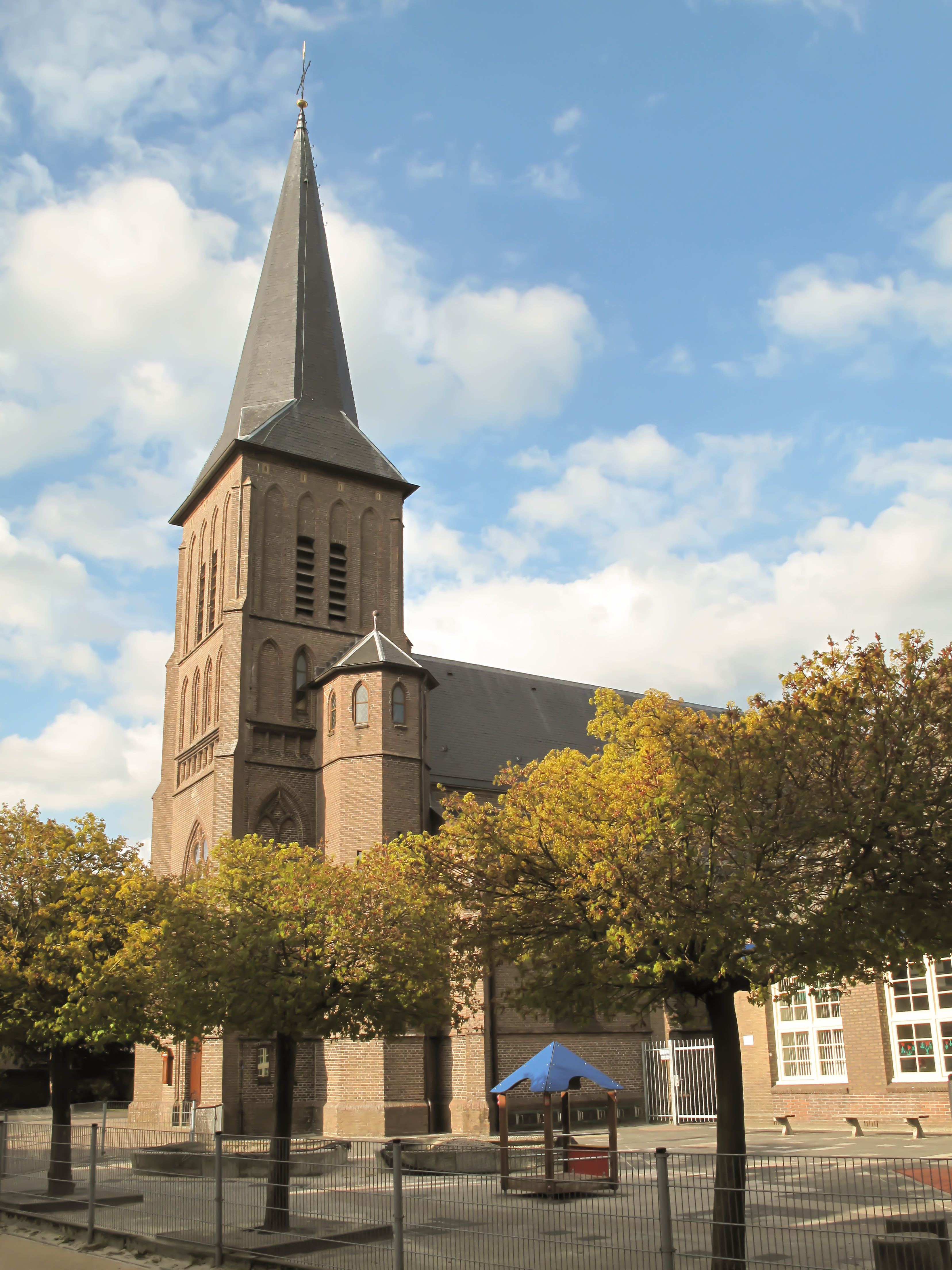
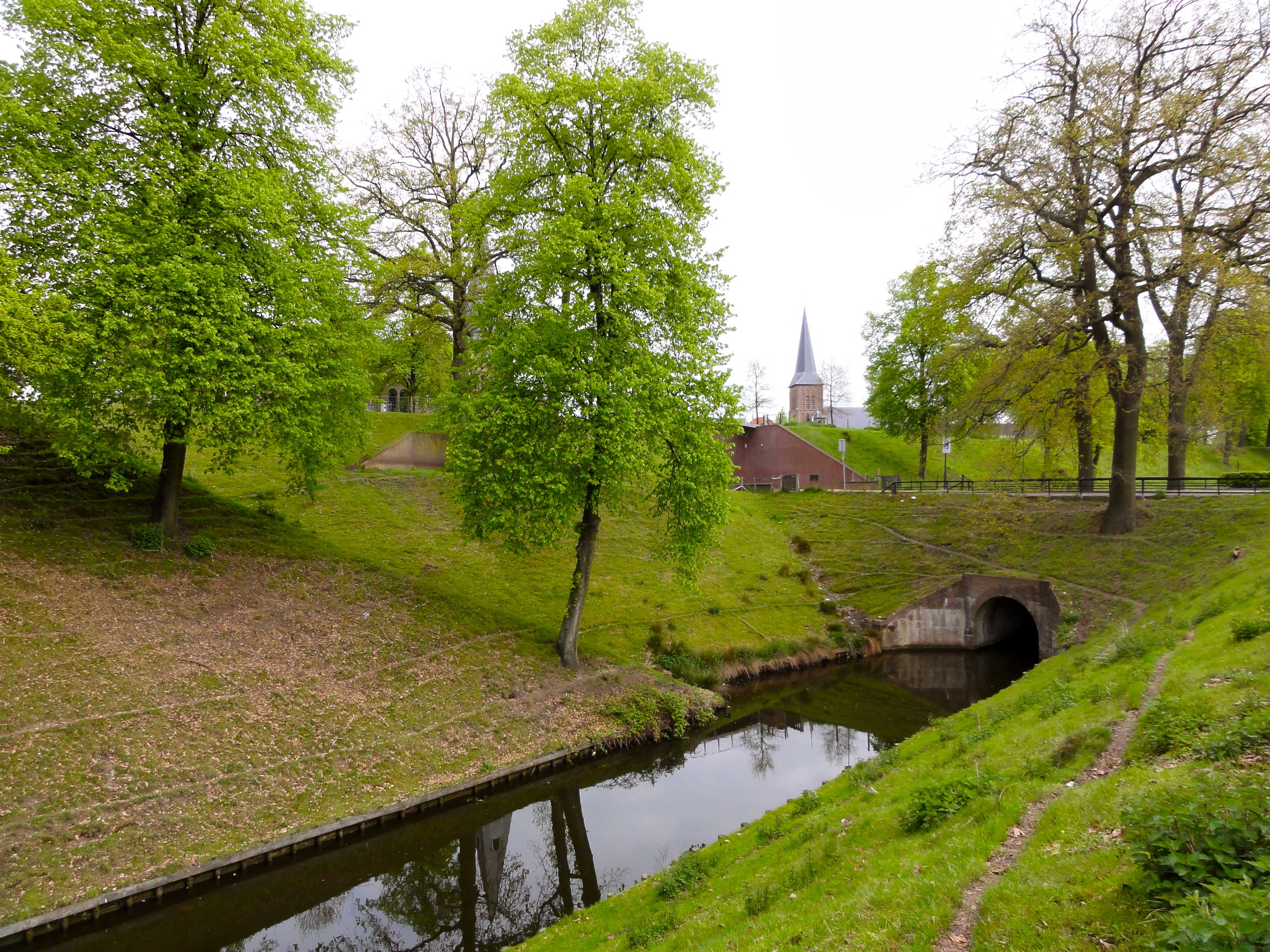
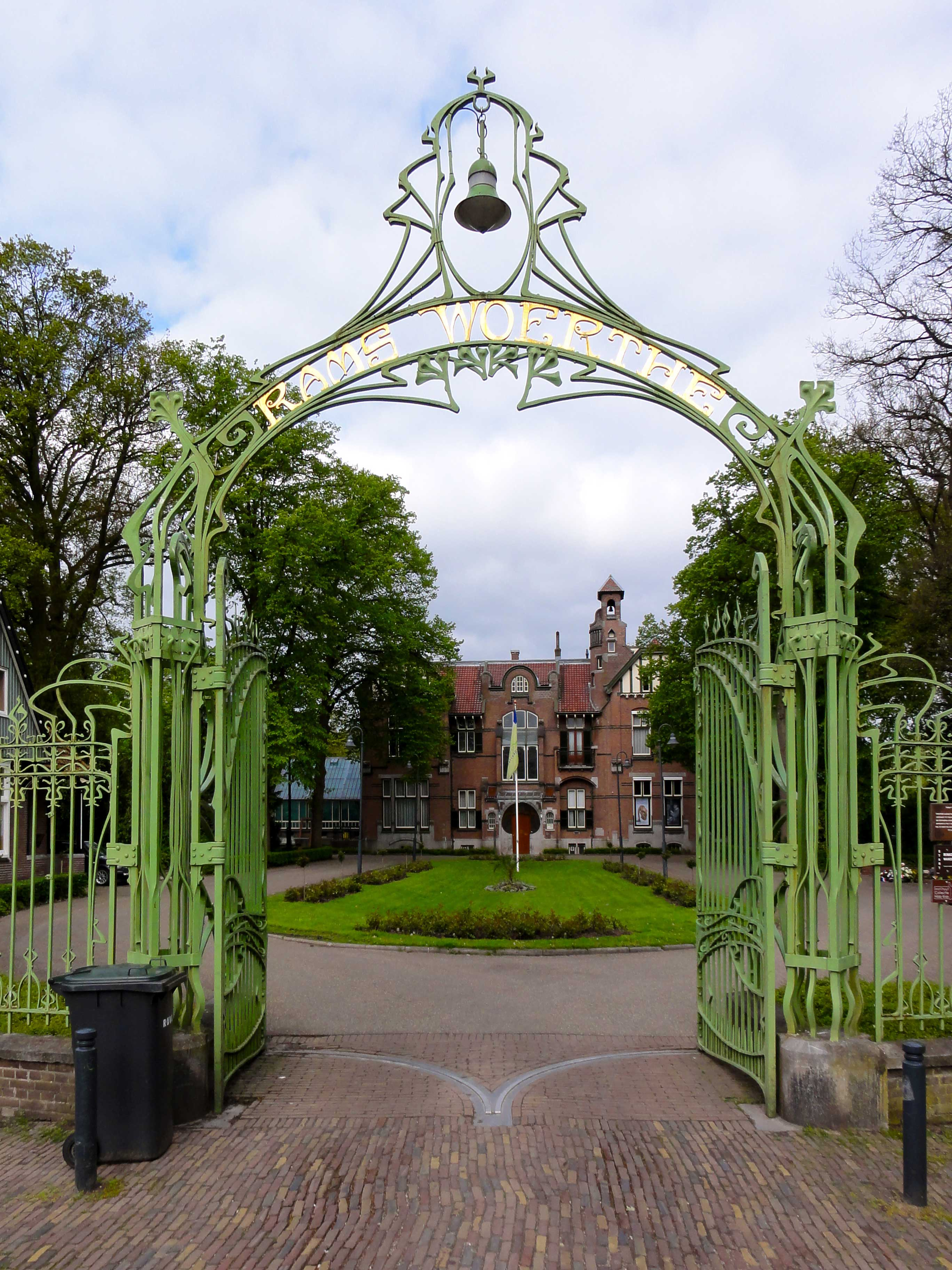